# هيرمان فون بالان
هيرمان فون بالان Hermann Ludwig von Balan (ولد في مارس 1812 في برلين – ومات في مارس 1874 في بروكسل) هو دبلوماسي ألماني تولى منصب وزير الخارجية في ألمانيا الإمبراطورية عامي 1872 و1873.
بدأ حياته محاميا ثم انضم إلى السلك الدبلوماسي في مملكة بروسيا عام 1833. عين قنصلا عاما في وارسو عام 1845 وقائما بالأعمال في فرانكفورت العام التالي. وفي عام 1848 قائما بالأعمال في دوقية هيسه Hesse. ثم مبعوثا إلى مملكة فورتمبرغ عام 1858. ومنح لقب نبيل عام 1859.
من عام 1859 إلى 1864 عين مبعوثا إلى مملكة الدانمارك، وشارك في مفاوضات معاهدة فيينا عام 1864 بعد حرب شليزفيغ الثانية. ثم سفيرا إلى بلجيكا من عام 1864 حتى 1871. وفي عام 1872 عين وزيرا للخارجية.